# Cenzorát
Cenzorát (čínsky 御史台, pinyin yùshǐtái, český přepis jü-š'-tchaj; později čínsky 都察院, pinyin dūcháyuàn, český přepis tu-čcha-jüan) byl kontrolní úřad v Číně založený za vlády dynastie Čchin. Za úkol měl kontrolu regionálních i centrálních úřadů, bránění korupci a špatným rozhodnutím.
Od 2. století př. n. l. (období dynastie Chan) se nazýval jü-š'-tchaj, v období severních a jižních dynastií byl používán název jü-š'-fu, dynastie Suej (na přelomu 6. a 7. století) se vrátila ke starému označení. Roku 1380 byl v rámci celkové reorganizace nejvyšších úrovní státní správy zrušen a o dva roky později obnoven pod názvem tu-čcha-jüan. Od roku 1380 v čele úřadu stáli dva vedoucí hlavní druhé hodnosti,  starší „po levici“ a mladší „po pravici“.
Cenzorát byl oproštěn od běžné administrativní práce, spolupracoval s ministerstvem spravedlnosti a dvorským soudem na trestních procesech řešených v centru i na revizi významných kauz z provincií. Kontroloval úřední zprávy a hlášení, řešil stížnosti na práci administrativy a odhaloval zkorumpované a neschopné úředníky. Do regionů byly za těmito účely vysíláni inspektoři. V mingské Číně byl samostatnou větví státní správy, paralelní k civilním i vojenským úřadům, podřízenou přímo císaři.
Cenzoři vysílaní do regionů byli relativně mladí a s nízkými úředními hodnostmi. Tento postup měl několik důvodů. Jednak mladí úředníci snáze snášeli námahu spojenou s cestováním po svěřené oblasti, a dále díky svému mládí byli přirozeně více idealističtí a agresivnější při prosazování svých názorů. Jako nízce postavení úředníci na počátku kariéry ještě nebyli zapojení do klientelistických a korupčních sítí a nerezignovali na boj s nimi, a též se nemuseli tolik obávat ztráty úřadu, nebyl-li vysoký (a výnosný).